# 10159 Tokara
A 10159 Tokara (ideiglenes jelöléssel 1994 XS4) a Naprendszer kisbolygóövében található aszteroida. Kobajasi Takao fedezte fel 1994. december 9-én.